# 搭樓 (大字)
搭樓，又寫為塔樓，是臺灣屏東縣里港鄉的一個傳統地域名稱，位於該鄉南部偏西地帶。相較於今日行政區，其範圍大致包括塔樓村不含東部及西北端、潮厝村東南半部、玉田村西北半部、過江村西端，以及九如鄉的三塊村西北半葉東部中央一小段。
本地區境內主要聚落為搭樓（塔樓）、頂三塊厝、舊潮州厝、新潮州厝、崎仔頭，設有塔樓國小。

## 歷史
台灣日治初期，搭樓地區為一街庄，稱為「搭樓庄」（舊制街庄），隸屬於港西上里。該庄昔日西及北隔荖濃溪分流二重溪與三張廍庄為界，東與阿里港街為鄰，東南邊為後庄，南邊為三塊厝庄。
1901年（日治明治三十四年）11月11日，全台廢縣廳改設二十廳，該庄隸屬於阿猴廳。1904年（明治三十七年）4月15日，該庄編入「阿里港區」，隸屬於阿猴廳。1905年（明治三十八年）4月1日，阿猴廳改稱「阿緱廳」。1909年（明治四十二年）10月25日，全台合併二十廳為十二廳，阿里港區仍隸屬於阿緱廳。1920年（大正九年）10月1日，全台地方制度大改正，廢十二廳改設五州二廳，該庄改制為「搭樓」大字，隸屬於高雄州屏東郡里港庄（新制街庄）。
戰後里港庄改制為里港鄉，隸屬於高雄縣，大字亦改制為村。1950年（民國39年）10月1日，高、屏分治，里港鄉改隸屬於屏東縣。

## 聚落
本地區發展較早的聚落為搭樓（塔樓）、頂三塊厝、舊潮州厝、新潮州厝、崎仔頭，在日治初期的官方地圖上已有記載。

## 交通
國道3號又稱「福爾摩沙高速公路」，是貫穿台灣西部的兩條縱向高速公路之一，經過本地區南部西側邊界地帶。最近的交流道在北側為國道10號交會處的燕巢系統交流道，多利用國道10號與省道台29線交會處的嶺口交流道（東出西入）連接；在南側為省道台3線交會處的九如交流道。由此等可快速前往國道3號沿線各地。
省道台22線俗稱「旗楠公路」，是楠梓至高樹的幹道，經過本地區的頂三塊厝聚落。由該道路西行可前往里港鄉/九如鄉交界地帶、高雄市旗山區/大樹區交界地帶、燕巢區南部、大社區西北端等地；東行可前往里港鄉里港市區、高樹鄉，並止於省道台27線轉角路口。
鄉道屏14線是潮厝至崎仔頭的道路，其西側端點（起點）位於本地區中北部玉田路路口，由此向西南蜿蜒而行，會經過本地區的新潮州厝、頂三塊厝、塔樓等聚落。
鄉道屏18線是塔樓至彭厝的道路，其北側端點（起點）位於本地區中部偏東南、塔樓聚落的區道屏14線路口。

## 學校
- 塔樓國小